# MBDA Meteor
MBDA Meteor — ракета класу «повітря — повітря» великої дальності (Beyond Visual Range (BVR)) з активним радіолокаційним наведенням, розроблена європейським консорціумом MBDA, Airbus і Saab Bofors Dynamics. Це ракета, заснована на принципі «вистрілив і забув».
Ракета має можливість багатозарядного ураження (багаторазові запуски по кількох цілях), а також здатність уражати високоманеврені цілі, такі як реактивні літаки, і малі цілі, зокрема безпілотні літальні апарати (БПЛА) та крилаті ракети, навіть у складному середовищі з інтенсивними засобами радіоелектронної боротьби (РЕБ). Дальність ураження перевищує 200 кілометрів.
Твердопаливний реактивний двигун дозволяє ракеті рухатися зі швидкістю понад 4 Маха та забезпечує ракеті тягу та прискорення на середині курсу.
Двосторонній канал передачі даних дозволяє літаку-носію надавати оновлення цілі в середині курсу або перенацілювання, якщо це необхідно, включаючи дані від інших сторін. Канал передачі даних може передавати інформацію про ракету, таку як функціональний і кінематичний стан, інформацію про кілька цілей і повідомлення про захоплення цілі головкою самонаведення. За даними MBDA, Meteor має в три-шість разів вищі кінетичні характеристики, ніж нинішні ракети класу «повітря-повітря» цього типу. За даними MBDA, ракета Meteor має в 3–6 разів вищу кінетичну ефективність порівняно з іншими сучасними ракетами класу «повітря — повітря» аналогічного типу. Вона оснащена як контактним, так і неконтактним підривником, що максимізує руйнівний ефект і підвищує надійність ураження цілі.
Ця зброя є великим кроком до незалежності від американської політики та промисловості, адже до появи «Метеора» європейські винищувачі повністю залежали від США та їх AIM-120 AMRAAM у далекобійному озброєнні класу «повітря — повітря».

## Історія

### Конкурсні вимоги
Ракета Meteor була обрана в рамках конкурсу для задоволення вимог Великої Британії за програмою Staff Requirement (Air) 1239 (SR(A)1239), яка передбачала розробку перспективної ракети класу «повітря — повітря» середньої дальності на заміну ракетам BAe Dynamics Skyflash Королівських ПС Великобританії. Як основне озброєння винищувача Eurofighter Typhoon, ракета мала бути здатною уражати широкий спектр цілей, включаючи літальні апарати з фіксованим та обертовим крилом, а також безпілотні літальні апарати (БПЛА) і крилаті ракети.
Хоча детальні вимоги до характеристик ракети не були оприлюднені, було відомо, що вони включали значно більші зони гарантійного знищення та зони без втечі, які вдвічі перевершували аналогічні параметри AMRAAM, що вважався на той час найсучаснішою ракетою середньої дальності. Крім того, геометрія ракети мала відповідати напівутопленим підфюзеляжним пусковим установкам Eurofighter, які були розроблені під AMRAAM.
Ключові вимоги до ракети включали:
- малопомітний пуск
- покращену кінематику, що забезпечує достатню енергію для переслідування та знищення високоманеврених цілей
- стійкість до засобів радіоелектронної боротьби
- можливість пуску з подальшим виходом літака з бою на якомога ранньому етапі, що підвищує живучість літака

Ці вимоги були сформовані на основі загрози, яку становили сучасні російські винищувачі Су-27, оснащені перспективними версіями ракети Р-77 із прямоточним повітряно-реактивним двигуном.

### Конкурсний процес
У лютому 1994 року Міністерство оборони Великої Британії випустило запит на інформацію щодо можливості розробки перспективної ракети середньої дальності. У відповідь було запропоновано чотири концепції, які використовували інтегровану ракетно-прямоточну силову установку:
- S225XR від консорціуму BAe, Alenia Difesa, GEC-Marconi та Saab Dynamics
- Модифікована MICA від Matra, яка, однак, могла бути виключена через заплановане злиття її ракетного підрозділу з BAe Dynamics
- Advanced Air-to-Air Missile (A3M) від Daimler-Benz Aerospace та Bayern-Chemie
- Модифікований AMRAAM від Hughes, за підтримки уряду США

Конкурс офіційно розпочався у червні 1995 року. Велика Британія, Франція та Німеччина намагалися сформувати спільні вимоги та промисловий консорціум, що поступово звело конкурс до суперництва між європейськими та американськими пропозиціями.
Уряд США погодився передати технології передової двигунної системи до Великої Британії на підтримку заявки Hughes. Їхній початковий проєкт включав ракету з перемінним потоком прямоточним двигуном, розроблену компанією Atlantic Research Corporation (ARC) та Alliant Techsystems. Проте ПС США на той момент не планували створювати подовжену версію AMRAAM, оскільки це могло загрожувати фінансуванню винищувача F-22 Raptor.
Міністерство оборони Великої Британії випустило Запрошення до тендеру у грудні 1995 року. Відповіді очікувалися в червні 1996 року на контракт вартістю £800 млн.
Станом на лютий 1996 року американська команда була повністю сформована, тоді як європейські зусилля залишалися роздробленими. Matra та ракетний підрозділ DASA (LFK) перебували на межі спільної заявки, до якої також розглядали можливість приєднатися BAe та Alenia.
Пропозиція Matra/LFK базувалася на проєкті MICA-Rustique, що використовував саморегульований твердопаливний прямоточний двигун, розроблений Matra/ONERA.
Злиття ракетних підрозділів Matra та BAE затримувалося через небажання уряду Франції схвалити угоду без гарантій з боку Великої Британії щодо більш проєвропейського підходу до оборонних закупівель. Врешті-решт, у 1996 році злиття було завершене, що призвело до створення компанії Matra BAe Dynamics (MBD).
Це було не єдине можливе злиття: Aérospatiale та DASA також проводили переговори про об'єднання, хоча Matra висловлювала зацікавленість у придбанні ракетного бізнесу Aérospatiale. Тим часом уряд Німеччини намагався використати британські та німецькі вимоги, щоб консолідувати європейську оборонну промисловість і створити критичну масу, здатну ефективніше конкурувати зі США.

### Формування консорціумів
До червня 1996 року європейська команда нарешті об'єдналася у складі:
- BAe Dynamics (лідер консорціуму)
- Matra Defense
- Alenia Difesa
- GEC-Marconi
- Saab Dynamics
- LFK (DASA)
- Bayern-Chemie

Спочатку BAe запропонувала безкрилу конструкцію S225XR, але під час обговорень з Німеччиною було вирішено використати їхню концепцію A3M, яка мала крила, що забезпечували кращу курсову стабільність. У результаті саме ця конфігурація стала основою для європейської пропозиції, яка отримала назву «Meteor».
Підсумки
Коли заявки були подані, очікувалося, що контракт буде укладений до кінця 1997 року, а перші поставки ракети відбудуться у 2005 році.

## Замовлення

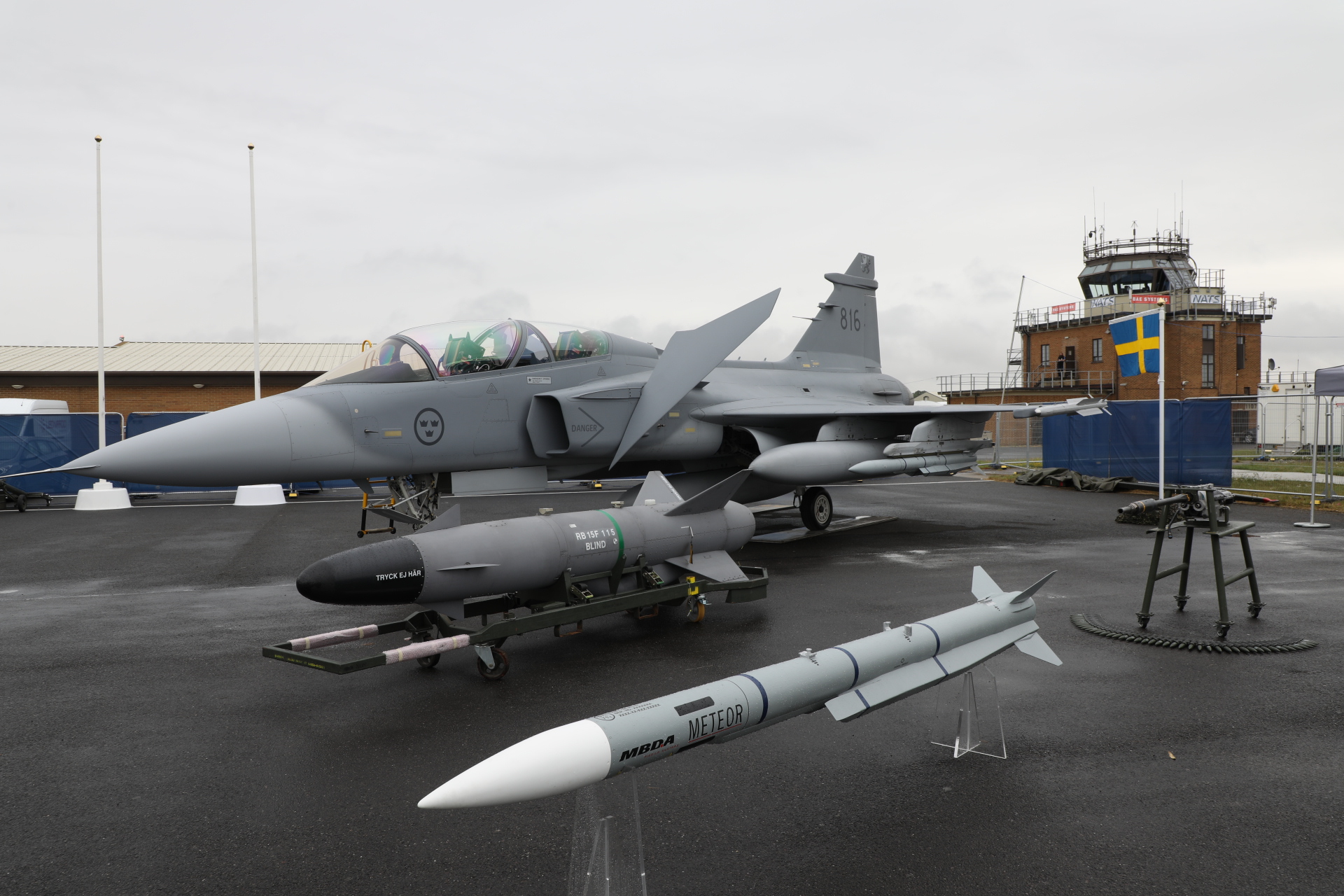
Ракета MBDA Meteor перед літаком SAAB JAS 39 Gripen

Повномасштабна розробка та виробництво ракети Meteor розпочалися у 2003 році після підписання контракту на £1,2 млрд Великою Британією від імені Франції, Німеччини, Італії, Іспанії, Швеції та Великої Британії.
Частка участі кожної країни в програмі змінювалася протягом років. Через рішення Німеччини скоротити закупівлі, Велика Британія взяла 5% її частки, довівши свою загальну частку до 39,6%, тоді як Німеччина отримала 16%. Франція фінансує 12,4%, Італія – 12%, а Швеція та Іспанія – по 10%.
Для управління програмою було створено Об’єднану проєктну групу в установі Міністерства оборони Великобританії у Філтоні, Брістоль, до якої були відряджені представники всіх країн-учасниць. Від імені партнерів програмою керуватиме Міністерство оборони Великої Британії через об’єднану проєктну групу. Міжнародне спільне проєктне управління підпорядковується Голові оборонних закупівель Великої Британії, виконавчій раді DPA та Міжнародному керівному комітету, до якого входять представники ПС кожної країни-учасниці.
MBDA, як головний підрядник, керуватиме та виконуватиме програму через свої компанії у Франції, Італії та Великій Британії у співпраці з Bayern-Chemie/Protac (Німеччина), Inmize Sistemas SL (Іспанія) та Saab Bofors Dynamics (Швеція). Очікується, що в проєкті будуть задіяні понад 250 компаній по всій Європі. Робота розподілятиметься компанією MBDA між партнерами за принципом «вартість, що зароблена», враховуючи комерційну вигоду та технічний рівень, але з орієнтацією на частку фінансування розвитку, надану кожною країною.
Програма розробки значною мірою спиралася на комп'ютерне моделювання, що дало змогу зменшити кількість випробувальних запусків, деякі з яких були присвячені випробуванням з інтеграції ракети на літаках. Перший пуск з літака Gripen був запланований на 2005 рік, а введення в експлуатацію очікувалося в серпні 2012 року.
- У грудні 2009 року уряд Іспанії авторизував закупівлю 100 ракет Meteor та відповідного обладнання для їх підтримки[12].
- У вересні 2010 року Шведське управління оборонного матеріалу підписало контракт на виробництво ракети, і її введення в експлуатацію у ПС Швеції очікувалося в 2015 році[13].
- У травні 2015 року Катар замовив 160 ракет Meteor для оснащення Dassault Rafale ПС Катару[14].
- ПС Греції очікували на озброєння своїх винищувачів Rafale ракетами Meteor у 2020 році[15]. Ракета офіційно надійшла на озброєння у березні 2023 року[16].
- Замовлення Єгиптом винищувачів Rafale у 2021 році не включало ракет Meteor[17], попри зняття заборони на їх придбання США у 2019 році. Подальші повідомлення про можливу покупку Єгиптом цих ракет суперечливі[18][19].

## Оператори

Оператори ракет Meteor

### Поточні
- Бразилія: 100 ракет Meteor було замовлено за €200 мільйонів у MBDA у 2019 році для використання з Gripen E/F[1].
- Велика Британія: Королівські ПС Великої Британії
- Греція: ПС Греції[20]
- Іспанія: ПКС Іспанії — 100 одиниць[12]
- Італія: ПС Італії[21]
- Катар: ПС Катару — 330 одиниць[22][23][24]
- Німеччина: ПС Німеччини — 250 одиниць[25]. Додаткові ракети замовлені в листопаді 2024 року[26].
- Франція: ПКС та ВМС Франції — 160 одиниць[27]
- Швеція: ПС ШВеції[28]